# Негерчук Микола Вікторович
 Мико́ла Ві́кторович Негерчу́к — солдат Збройних сил України, учасник війни на сході України.

## Нагороди
- Орден Богдана Хмельницького ІІІ ступеня (3 липня 2015) — за особисту мужність і високий професіоналізм, виявлені у захисті державного суверенітету та територіальної цілісності України, вірність військовій присязі[1]
- Орден «За мужність» ІІІ ступеня (27 листопада 2014) — за особисту мужність і героїзм, виявлені у захисті державного суверенітету та територіальної цілісності України[2]